# Takeo Kamachi
Takeo Kamachi (蒲池 猛夫, Kamachi Takeo), né le 20 mars 1936 en Mandchourie en Chine et mort le 4 décembre 2014, est un tireur sportif japonais.

## Carrière
Takeo Kamachi participe aux Jeux olympiques de 1984 à Los Angeles et remporte la médaille d'or dans l'épreuve du pistolet 25 mètres feu rapide.